# دبليو. روجر غراهام
دبليو. روجر غراهام هو مؤرخ كندي، ولد في 10 مارس 1919 في مونتريال في كندا، وتوفي في 17 نوفمبر 1988 في كينغستون في كندا.